# Brechmorhoga latialata
Brechmorhoga latialata – gatunek ważki z rodziny ważkowatych (Libellulidae). Występuje na terenie Ameryki Środkowej.